# 比留川游
比留川 游（ひるかわ ゆう、1986年2月5日 - ）は、日本の女性ファッションモデル。神奈川県横浜市出身。スターダストプロモーション芸能1部所属。

## 来歴
高校時代に美容室で同事務所の看板モデル、土屋アンナに「すごくかわいい子がいる」とスカウトされモデルを始める。24歳の時、ハワイのマウイ島で2か月間の語学留学をしている。
2013年、モデリングオフィスAMAから、現在の事務所に移籍。ファッション雑誌『mina』『steady.』『with』『VoCE』『BAILA』などのファッション誌やビューティ誌のモデルとして活動。花王のCMに出演した。
2014年、ドラマW『かなたの子』で女優デビュー。

## 人物
- 幼虫が嫌い。
- 趣味は、ダンスと音楽･映画鑑賞、サーフィン、ボディボード、ヨガ、ランニング。
- 特技は水泳、テニス。
- 同じminaモデルの矢野未希子から「お肌のコンディションの悪い日がないイメージ」と言われるほど肌艶がよい（『mina』 2013年2月号）。

## 出演

### 表紙
- Rapty（UM）
- MISTY（説話社）
- CHOKi CHOKi（内外出版社）
- mina 香港版（主婦の友社）
- メロン
- 美的
- セシール
- RAPTY
- mini

### 連載
- with

### テレビドラマ
- かなたの子（2013年12月、WOWOW） - 田中深雪 役
- お迎えデス。（2016年4月 - 6月、日本テレビ） - 魔百合 役[1]

### その他のテレビ番組
- めざましテレビ 「早耳トレンドNo.1－早耳ムスメ」 （2005年10月 - 2006年10月、フジテレビ）

### 映画
- 『最後の命』（2014年11月8日公開）[2] - 小泉 香里 役
- 『世界は今日から君のもの』（2017年7月15日公開） - 安藤恵利香 役

### CM
- エステティックTBC（2004年2月 - 5月）
- 花王 リーゼ オイルオアシス（2007年 - 2月）
- 花王 リーゼ スムースヘアカクテル
- 花王 リーゼ ジューシーシャワー（2008年 - 2月）
- リーバイス　LIVE UNBUTTONED
- キヤノン　IXY DIGITAL（2009年9月 - ）
- キユーピー あえるパスタソース「香る食感」篇（2014年9月 - ）
- 資生堂 AQUALABEL（2015年10月 - ）